# 니가타시
니가타시(일본어: 新潟市)는 일본 니가타현 북부의 가에쓰(下越) 지방에 있는 시이며, 니가타현의 현청 소재지이다.

## 개요
시나노강 하구에 위치하여 하구항(河口港)으로 발달하여 근세 에도 막부의 직할 항구가 되었으며 1869년에 외국에 개항되었다. 에치고평야를 배경으로 농산물이 집산되고 상업이 매우 활발하다. 시나노강 동안(東岸)에서는 조선·기계·철강·금속·비료·제지·섬유를 중심으로 하며, 중요한 임해 중공업 도시를 형성하고 있다.
일본을 대표하는 쌀 산지인 에치고평야에 있으므로 떡, 부꾸미 등 쌀로 만든 식품의 생산이 번성하는 한편, 바다와 접하고 있으므로 어묵 생산도 번성한다. 또 튤립, 배와 같은 특산품도 있다.

## 역사
니가타 지역에는 조몬 시대 이래로 사람이 살고 있었고 현재의 땅의 많은 부분이 과거에는 모두 바다였다. 일본서기에 따르면 647년에 이 지역에 요새가 세워졌다.
16세기에는 시나노강 하구에 니가타로 불리는 항구가 세워졌고 아가노강 하구에는 눗타리라는 이름의 항구 마을이 세워졌다. 이 지역은 센고쿠 시대에 우에스기 겐신의 지배하에 번영하였다. 17세기에 니가타의 주섬에 운하 시스템이 건설되었다. 이 기간에 시나노강과 아기노강의 유로는 점차 변화하여 같은 위치에서 동해로 흘러들게 되었다. 결과적으로 니가타는 항구 마을로 번영하게 되었고 동해를 가로지르는 일본의 교역선들을 위한 항구 역할을 하였다.
1730년에는 아가노강 수계에 마쓰가사키 운하가 건설되었으나 1731년 홍수로 파괴되었고 강의 유로는 현재와 같이 바뀌게 되었다. 결과적으로 니가타항으로 흘러드는 물의 양이 줄었고 매립지의 개발로 개간이 진행되었다. 1858년 미일 수호 통상 조약에 따라 요코하마항, 하코다테항, 고베항, 나가사키항과 동시에 개항장으로 지정되었다. 그러나 항구의 수심이 얕아서 사실상의 개항은 1869년까지 미루어졌다. 항구는 또한 캄차카반도로 연어 잡이를 가는 어부들을 위한 중요한 기지 역할을 하였다.

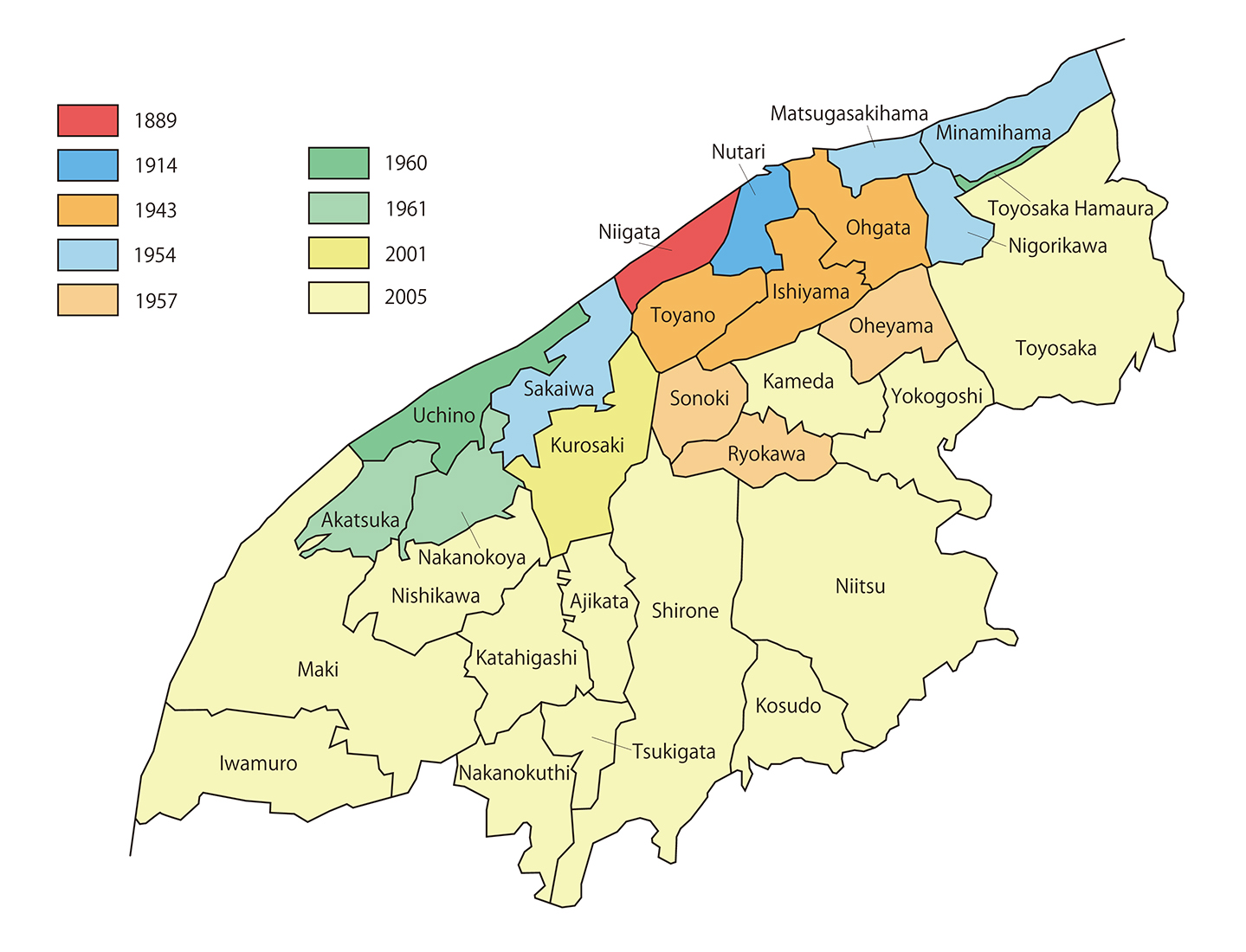
니가타시의 확장

1886년에는 시나노강에 반다이교가 세워져 동쪽의 니가타와 서쪽의 눗타리가 연결되었다.
1889년 4월 1일에 니가타시가 성립하였고 1914년에 눗타리정을 합병하였다.
제2차 세계 대전 때 니가타는 수도인 도쿄와 동해를 연결하는 전략적인 위치로서 군인과 이민자들이 만주국을 포함한 아시아 대륙으로 가는 주요 지점이었다. 1945년 전쟁이 끝나갈 무렵에 니가타는 히로시마, 고쿠라, 나가사키와 함께 일본이 항복하지 않을 경우 원자폭탄을 투하할 후보지 중 하나였다. 니가타현지사는 폭탄 투하가 임박했다는 소문을 듣고 주민들을 피난시켰고 한동안 도시는 완전히 버려졌다. 기상 조건이 좋지 않았던 덕에 원폭 투하는 이루어지지 않았고 대신 나가사키에 투하되었다.
1950년에는 니가타역이 완공되면서 반다이교의 시가지는 확대되었으며 1955년에 화재가 발생해 도심이 파괴되었으나 얼마 후 복구되었다. 1964년에는 도시 곳곳의 운하를 매립해 도로를 만들었다. 1964년 6월 16일 오후 1시 23분에 리히터 규모 7.5의 지진이 발생해 29명이 사망하고 1,960채의 건물이 완전히 파괴되었으며 6,640채가 일부 파괴되었다.
1965년에 니가타를 흐르는 아가노강이 쇼와 전공의 화학 공장에서 나온 메틸 수은에 오염되었다. 690명 이상의 사람들이 미나마타병 증상을 보였고 니가타 미나마타병으로 알려지게 되었다.
1982년에는 조에쓰 신칸센의 니가타역-오미야역 구간이 개통하였고 1985년에는 우에노역까지 연장되었다. 1991년에는 도쿄역까지 연장되었다. 니가타 스타디움에서는 2002년 FIFA 월드컵 때 3개의 경기가 열렸다.
2001년부터 2005년까지의 연이은 합병으로 니가타시의 인구와 면적은 증가하였다. 2005년 3월 21일에는 주변에 있었던 니쓰시(新津市), 시로네시(白根市), 도요사카시(豊栄市), 고스도정(小須戸町), 요코고시정(横越町), 가메다정(亀田町), 이와무로촌(岩室村), 니시카와정(西川町), 아지카타촌(味方村), 가타히가시촌(潟東村), 쓰키가타촌(月潟村), 나카노쿠치촌(中之口村)을 편입했으며, 더욱이 2005년 10월 10일에는 마키정(巻町)을 편입함으로써 인구가 80만 명을 넘었다. 2007년 4월 1일에 니가타시는 일본의 동해 연안 도시 중에서는 처음으로 정령지정도시가 되었다.

## 지리
동해 연안에 위치하며 사도가섬과 마주보고 있다. 나가노현에서 흘러 온 시나노강(信濃川)과 후쿠시마현에서 흘러 온 아가노강(阿賀野川)의 하구에 있는 항만 도시이다. 행정구역은 이들 두 강을 중심으로 펼쳐지는 에치고평야(越後平野)에 있으며, 산은 거의 없고 동해 연안에는 모래 언덕과 늪이 형성되어 있다. 사카타늪은 람사르 협약에 등록된 습지이다. 낮은 고도와 풍부한 물 때문에 역사적으로 홍수의 조절과 매립은 이 지역의 중요한 문제였다.
도시는 두 개의 강이 통과하고 동해와 접하며 많은 습지와 운하가 있기 때문에 "물의 도시"(水の都)로 불린다. 또한 옛 운하를 따라 버드나무가 심어져 있어 "버드나무의 도시"(柳の都)로도 불린다. 최근에는 외곽 농업 지역이 집중 조명되면서 "음식과 꽃의 정령시"(食と花の政令市)로도 각광받고 있다.

### 기후
니가타의 기후는 습도가 높고 동해에서 강한 바람이 부는 편이며 니가타현의 다른 지역들이 눈이 많이 오는 것과는 달리 니가타는 고도가 낮고 사도가섬에 의한 차단 효과 때문에 눈이 비교적 적다. 그러나 비가 많이 오는 편이다. 평균적으로 니가타의 연강수일은 250일 정도이고 이 중 약 170일이 1mm 이상의 비나 눈이 온다. 7월의 장마철과 겨울인 11월과 12월에 비가 많이 온다.
여름에는 남풍이 불어 다소 덥다. 태풍은 대개 이 지역에 강한 푄 현상을 발생시켜 대체로 일본의 다른 지역에 비해 기온이 높다. 그래도 혼슈 동해 연안의 여름 날씨는 태평양 연안에 비해서는 쾌적한 편이다.
| 니가타시의 기후                                              | 니가타시의 기후 | 니가타시의 기후 | 니가타시의 기후 | 니가타시의 기후 | 니가타시의 기후 | 니가타시의 기후 | 니가타시의 기후 | 니가타시의 기후 | 니가타시의 기후 | 니가타시의 기후 | 니가타시의 기후 | 니가타시의 기후 | 니가타시의 기후 |
| 월                                                           | 1월             | 2월             | 3월             | 4월             | 5월             | 6월             | 7월             | 8월             | 9월             | 10월            | 11월            | 12월            | 연간            |
| ------------------------------------------------------------ | --------------- | --------------- | --------------- | --------------- | --------------- | --------------- | --------------- | --------------- | --------------- | --------------- | --------------- | --------------- | --------------- |
| 역대 최고 기온 °C (°F)                                       | 15.3 (59.5)     | 21.3 (70.3)     | 25.1 (77.2)     | 30.7 (87.3)     | 32.9 (91.2)     | 35.0 (95.0)     | 38.5 (101.3)    | 39.9 (103.8)    | 38.8 (101.8)    | 33.3 (91.9)     | 27.2 (81.0)     | 23.6 (74.5)     | 39.9 (103.8)    |
| 일평균 최고 기온 °C (°F)                                     | 5.3 (41.5)      | 6.4 (43.5)      | 10.3 (50.5)     | 16.1 (61.0)     | 21.3 (70.3)     | 24.8 (76.6)     | 28.7 (83.7)     | 30.8 (87.4)     | 26.4 (79.5)     | 20.7 (69.3)     | 14.3 (57.7)     | 8.7 (47.7)      | 17.8 (64.0)     |
| 일일 평균 기온 °C (°F)                                       | 2.5 (36.5)      | 3.1 (37.6)      | 6.2 (43.2)      | 11.3 (52.3)     | 16.7 (62.1)     | 20.9 (69.6)     | 24.9 (76.8)     | 26.5 (79.7)     | 22.5 (72.5)     | 16.7 (62.1)     | 10.5 (50.9)     | 5.3 (41.5)      | 13.9 (57.0)     |
| 일평균 최저 기온 °C (°F)                                     | 0.1 (32.2)      | −0.1 (31.8)     | 2.4 (36.3)      | 7.0 (44.6)      | 12.7 (54.9)     | 17.7 (63.9)     | 21.8 (71.2)     | 23.3 (73.9)     | 19.0 (66.2)     | 12.8 (55.0)     | 6.9 (44.4)      | 2.4 (36.3)      | 10.5 (50.9)     |
| 역대 최저 기온 °C (°F)                                       | −11.7 (10.9)    | −13.0 (8.6)     | −6.4 (20.5)     | −2.5 (27.5)     | 2.0 (35.6)      | 6.7 (44.1)      | 11.4 (52.5)     | 14.5 (58.1)     | 7.9 (46.2)      | 3.0 (37.4)      | −1.8 (28.8)     | −9.5 (14.9)     | −13.0 (8.6)     |
| 평균 강수량 mm (인치)                                        | 180.9 (7.12)    | 115.8 (4.56)    | 112.0 (4.41)    | 97.2 (3.83)     | 94.4 (3.72)     | 121.1 (4.77)    | 222.3 (8.75)    | 163.4 (6.43)    | 151.9 (5.98)    | 157.7 (6.21)    | 203.5 (8.01)    | 225.9 (8.89)    | 1,845.9 (72.67) |
| 평균 강설량 cm (인치)                                        | 63 (25)         | 48 (19)         | 8 (3.1)         | 0 (0)           | 0 (0)           | 0 (0)           | 0 (0)           | 0 (0)           | 0 (0)           | 0 (0)           | 0 (0)           | 19 (7.5)        | 139 (55)        |
| 평균 강수일수 (≥ 0.5 mm)                                     | 23.3            | 19.0            | 17.4            | 13.3            | 11.3            | 10.6            | 13.6            | 10.9            | 13.5            | 15.2            | 19.2            | 24.1            | 191.4           |
| 평균 강설일수 (≥ 0 cm)                                       | 22.7            | 19.8            | 10.9            | 1.1             | 0               | 0               | 0               | 0               | 0               | 0               | 1.5             | 14.0            | 69.9            |
| 평균 상대 습도 (%)                                           | 72              | 74              | 68              | 66              | 69              | 74              | 79              | 75              | 73              | 72              | 74              | 74              | 72              |
| 평균 월간 일조시간                                           | 56.4            | 74.3            | 136.8           | 177.7           | 202.8           | 179.2           | 162.1           | 205.2           | 156.2           | 138.2           | 91.5            | 62.9            | 1,639.6         |
| 출처: 일본 기상청 (평년값: 1991년~2020년, 극값: 1886년~현재) |                 |                 |                 |                 |                 |                 |                 |                 |                 |                 |                 |                 |                 |

### 행정 구역
8개의 구로 이루어져 있다.
- 고난구(江南区)
- 기타구(北区)
- 니시구(西区)
- 니시칸구(西蒲区)
- 미나미구(南区)
- 아키하구(秋葉区)
- 주오구(中央区)
- 히가시구(東区)

### 인접하는 자치체
- 기타칸바라군 세이로정
- 시바타시
- 아가노시
- 고센시
- 미나미칸바라군 다가미정
- 가모시
- 산조시
- 쓰바메시
- 니시칸바라군 야히코촌
- 나가오카시

## 교육
- 니가타 대학
- 고쿠사이 대학

## 교통

### 도로
- 고속도로
  - 간에쓰 자동차도: 도쿄 방면
  - 호쿠리쿠 자동차도: 가나자와 방면
  - 반에쓰 자동차도: 고리야마 방면
  - 니혼카이엔간토호쿠 자동차도: 아키타 방면 일부 개통
- 일반국도
  - 국도 7호선
  - 국도 8호선
  - 국도 17호선
  - 국도 49호선

### 철도
- 동일본 여객철도(JR 동일본)
  - 조에쓰 신칸센: 나가오카, 다카사키, 도쿄 방면
  - 신에쓰 본선: 나가오카, 나가노, 가나자와 방면
  - 반에쓰사이선: 아이즈와카마쓰 방면
  - 에치고선: 가시와자키 방면
  - 하쿠신선: 시바타, 사카타, 아키타 방면

니가타역

### 항공
- 니가타 공항

## 스포츠
- 축구: 알비렉스 니가타
- 농구: 니가타 알비렉스 BB

## 자매결연도시
- 러시아 블라디보스토크 (1991년 2월 28일)
- 러시아 하바롭스크 (1965년 4월 23일)
- 미국 갤버스턴 (1965년 1월 28일)
- 중국 하얼빈 (1979년 12월 17일)
- 미국 워싱턴 D.C. (1993년 7월 28일)
- 대한민국 울산광역시 (2007년)